# ابن فرخان طبری
ابو حَفص عُمَر بن فَرخان طَبَری (۷۶۲ آمل - ۸۱۵ بغداد) ستاره‌شناس و معمار ایرانی، مترجم نهضت ترجمه و عضو دارالحکمه بود. اوج شکوفایی فعالیت او مربوط به سالهای ۷۶۲–۸۱۲ است.
پدرش از بزرگان تبرستان بوده‌ است. عده‌ای حضور او را در طراحی شهر بغداد در عصر منصور و جانشینانش می‌دانند و برخی نیز نوشته‌اند که وی از دوره مهدی عباسی به بغداد آمد و در علم ستاره شناسی و معماری به فعالیت پرداخت.
ذبیح‌الله صفا نوشته است که ابن فرخان در دورهٔ صدارت یحیی برمکی و به دستور مهدی خلیفه عباسی به بغداد دعوت شد تا در ترجمهٔ آثار و متون پهلوی و همچنین در امور معماری و شهرسازی بغداد خدمت کند. وفات وی در سال ۲۰۰هـ. ق اتفاق افتاد.

## جایگاه از دید دیگران
جایگاه و ارزش و علم ابن فرخان طبری در بسیاری از آثار دانشمندان اسلامی از جمله ابوریحان بیرونی ستوده شده‌ است. ابوریحان در کتاب قانون مسعودی خلاصه‌ای از عملیات ستاره‌شناسی ابن فرخان را آورده است. فخر رازی نیز دربارهٔ محل قرارگیری و رصدستارگان نقل‌هایی از ابن فرخان دارد.
ابومعشر بلخی در کتاب خود حنین بن اسحاق، یعقوب بن اسحاق کندی، ثابت بن قره و عمر بن فرخان طبری را چهار مترجم زبردست جهان اسلام می‌داند.

## آثار
ده‌ها کتاب منتسب به ابن فرخان در فهرست نسخ خطی برخی کتابخانه‌های جهان از جمله آستان قدس رضوی وجود دارد. مشهورترین آثار ابن فرخان، «تفسیرکتاب الاربعه (کوادری پارتیوم) بطلمیوس»، «المحاسن»، «اتفاق الفلاسفه و اختلافهم فی خطوط الکواکب»، «الموالید»، «رساله فی احکام النجوم»، «المعانی» و «جوامع الاسرار فی علم النجوم» است. کارل بروکلمان کتاب‌ها و رساله‌های باقی‌مانده از او را، تا سیزده مورد در مناطق مختلف جهان احصا کرده است.
کتاب الابداع فی العروض یکی از آثار ابن فرخان است که نسخه‌ای از آن به شمارهٔ ۴۱۰۵ در کتابخانهٔ نور عثمانیه، در کشور ترکیه، نگهداری می‌شود. در این کتاب وزن‌های شعری گوناگون، من‌جمله شعر فارسی و چند زبان محلی ایران، آمده است. ابن فرخان یک دوبیتی به زبان طبری (مازندرانی) نیز آورده است که از قدیمی‌ترین آثار ادبی این زبان است که به صورت مستقیم و بدون واسطه به جای مانده است.